# Мирослав Радоман
Мирослав Радоман (серб. кир.: Мирослав Радоман; 28 лютого 1958, Новий Сад) — колишній сербський футбольний арбітр і гравець.

## Клубна кар'єра
Почавши кар'єру в «Негош Ловченац», Радоман виступав за «Врбас» з 1978 по 1990 рік, провівши шість сезонів у югославській Другій лізі.

## Суддівська кар'єра
Радоман розпочав свою суддівську кар'єру на місцевому рівні в 1984 році, коли ще грав за «Врбас». Згодом він працював у Першій лізі Сербії та Чорногорії з 1992 по 2004 рік, ставши одним із найуспішніших арбітрів країни. Крім того, Радоман кілька разів судив фінали Кубка Сербії та Чорногорії, востаннє — у 2004 році, незадовго до завершення кар'єри.